# Односи Србије и Канаде
Односи Србије и Канаде су инострани односи Републике Србије и Канаде.

## Историја односа

### Односи Југославије и Канаде
Први конзулат који је отворен у Канади био је каријерни Конзулат Краљевине Срба, Хрвата и Словенаца у Монтреалу, установљен 30. маја 1922. Укинут је 29. марта 1932, и поново отворен 15. априла 1935, а 31. децембра исте године ово конзуларно представништво подигнуто је на ранг Генералног конзулата Краљевине Југославије. Генерални конзулат је функционисао до марта 1945. Конзули у Монтреалу били су: Анте Владимиров Сеферовић, Никола Перазић, Миливоје Наумовић, Владимир Вукмировић и Петар Цабрић.
Краљ Петар II је посетио Канаду 1942. године.

## Билатерални односи
Дипломатски односи са Канадом су успостављени 30. маја 1941. године.

### Економски односи
- У 2020. укупна робна размена износила је 73,7 милиона УСД. Од тога извоз из Србије 34,2 милиона, а увоз 39,4 милиона.
- У 2019. размењено је збирно робе у вредности 65 милиона УСД. Из наше земље је извезено за 31 док је увезено за 34 милиона.
- У 2018. укупна робна размена вредела је 61 милион УСД. Од тога извоз из Србије 28 милиона, а увоз 33 милиона.[3][4]

### Дипломатски представници

#### У Београду и Лондону
- Мишел Камерон, амбасадор, 2024. -
- Жил Нормен, амбасадор, 2021. -   2024.
- Кејти Чаба, амбасадор, 2017. - 2020.
- Филип Пенингтон, амбасадор, 2014. -
- Роман Вашчук, амбасадор, 2011. - 2014.[5]
- Џон Морисон, амбасадор, 2008. - 2011.
- Роберт Мекдугал, амбасадор, 2005. - 2008.
- Доналд Мекленан, амбасадор, 2002. - 2005.
- Ејџела Богден, отправник послова, 2000. - 2001. а потом и амбасадор, 2001. - 2002.
- Рафаел Жирар, амбасадор, 1997. - 1999.
- Денис Снајдер, отпр. послова, 1994. - 1996. а потом и амбасадор, 1996. - 1997.
- Мари Мосер, отпр. послова, 1992. - 1994.
- Џемс Бисет, амбасадор, 1990. - 1992.
- Теренс Бејкон, амбасадор, 1987. - 1990.
- Џон Фрејзер, амбасадор, 1984. - 1987.
- Џејмс Херис, амбасадор, 1979. - 1983.
- Кејт Маклилан, амбасадор, 1977. - 1979.
- Роберт Камерон, амбасадор, 1974. - 1977.
- Роберт Роџерс, амбасадор, 1972. - 1974.
- Брус Вилијамс, амбасадор, 1967. - 1972.
- Рос Кембел, амбасадор, 1964. - 1967.
- Гордон Крин, амбасадор, 1961. - 1964.
- Роберт Форд, амбасадор, 1959. - 1961.
- Џорџ Игњатијеф, амбасадор, 1957. - 1958.
- Џејмс Скот Макдоналд, амбасадор, 1951. - 1956.
- Емил Ж.Ж.Ж. Вајанкур, посланик, 1948. - 1950.[6] - после ослобођења Канада отвара дипломатско представништво у Београду
- Џорџ Филијас Ваније, посланик, 1943. - 1944. - од јуна 1941. седиште Владе Кр. Југославије у егзилу налази се у Лондону

#### У Отави
- Дејан Ралевић, амбасадор, 2020. -
- Михаило Папазоглу, амбасадор, 2014. - 2020.
- Мирјана Шешум Ћурчић, отправник послова, 2013. - 2014.
- Зоран Вељић, амбасадор, 2010. - 2013.[7]
- Душан Батаковић, амбасадор, 2007. - 2009.
- Перко Вукотић, амбасадор, 2004. - 2006.
- Миодраг Перишић, амбасадор, 2001. - 2003.
- Павле Тодоровић, амбасадор, 1997. - 2001.
- Александар Митић, отправник послова, 1993-1997.
- Горан Капетановић, амбасадор, 1989. - 1992.
- Владимир Павићевић, амбасадор, 1985. - 1989.
- Крсто Булајић, амбасадор, 1981. - 1985.
- Митко Чаловски, амбасадор, 1977. - 1981.
- Петар Бабић, амбасадор, 1972. - 1976.
- Тоде Ћурувија, амбасадор, 1967. - 1972.
- Живадин Симић, амбасадор, 1965. - 1966.
- Димче Беловски, амбасадор, 1961. - 1965.
- Миле Милатовић, амбасадор, 1958. - 1961.
- Обрад Цицмил, амбасадор, 1955. - 1958.
- Рајко Ђермановић, амбасадор, 1952. - 1955.
- Раде Прибићевић, посланик, 1950. - 1952.
- Мате Јакшић, посланик, 1948. - 1950.
- Павле Лукин, отправник послова, 1947. - 1948.
- Миодраг Марковић, отправник послова, 1947.
- /  Петар Цабрић, отправник послова, 1944. -
- Радоје Николић, отправник послова, 1944.
- Исидор Цанкар, посланик, 1942. - 1944.

Посланство Краљевине Југославије у Отави установљено је краљевим указом од 30. маја 1941. године, а отпочело је са радом у мају 1942. године. За посланика у Отави краљ Петар II је поставио Исидора Цанкара.